# Alexander Niklitschek
Alexander Niklitschek (* 12. März 1892 in Kojetein, Mähren; † 1953 in Wien) war ein österreichischer Sachbuchautor.

## Leben
Nach dem Studium der Technik in Wien wandte Alexander Niklitschek sich der Fotografie zu.
Niklitschek ist Verfasser mehrerer Bücher zu biologischen, mathematischen, physikalischen und astronomischen Problemen, die er dem Leser allgemeinverständlich näherbringt. Weiterhin verfasste er zahlreiche Handbücher und Anleitungen zur Fotografie.
Sein bis heute bekanntestes Werk ist das 1938 erstmals verlegte Buch Im Zaubergarten der Mathematik. Die Nachfrage nach diesem Buch machte bereits in den ersten zwei Jahren nach der Veröffentlichung drei weitere Neufassungen nötig.
Bis heute wurde das Buch in zahlreichen Neufassungen und Auflagen herausgegeben und in fünf weitere Sprachen übersetzt. Die letzte Neufassung erschien 2001 als PDF-Ausgabe und ist online abrufbar.

## Veröffentlichungen (Auswahl)
- Das Buch von der Eisenbahn, Wien 1921.
- Ratschläge für Amateurphotographen, Wien 1927 (Tagblatt-Bibliothek; 524-28).
- Kraftfahrschule für Berufs- und Herrenfahrer: nebst 190 Prüfungsfragen und Auto-Merkblatt für Auslandreisen, Steyrermühl-Verlag. Leipzig, Wien, Berlin 1930 (Tagblatt-Bibliothek; 665/671 a/b).
- Moderne Stand- und Tankentwicklung: ihr Wesen und ihre praktische Durchführung. Knapp, Halle (Saale) 1932 (Enzyklopädie der Photographie und der Kinematographie; 118) (Digitalisat).
- Was jeder Knipser basteln kann. Steyrermühl-Verlag, Leipzig, Wien, Berlin [1932] (Tagblatt-Bibliothek; 952/958).
- Kunstphotographie der Technik. Photokino-Verlag, Berlin 1933.
- Was wir verloren haben! In: Das deutsche Lichtbild, 1936, S. T27–T42.
- Tag und Nacht mit der Kleincamera: 165 Bildtafeln nach Aufnahmen mit den Zeiss Ikon Kleincameras. Bruckmann, München 1936.
- Vom Negativ zum Foto: lerne Fotos verbessern! Knapp, Halle 1936 (Der Fotorat; 32).
- Achtung! Großaufnahme! Wie man sie mit der Kleinkamera macht. F. Volckmar, Leipzig 1937 (Photostudien mit Zeiss-Objektiven; Nr. 4).
- Mikrophotographie für jedermann: eine praktische Einführung in die wichtigsten Anwendungsgebiete der Mikrophotographie. Franckh, Stuttgart 1937 (Handbücher für die praktische naturwissenschaftliche Arbeit; 27).
- Die Sternwarte für jedermann. Verlag "Das Bergland-Buch", Salzburg 1937.
- Wunder überall: Unbekanntes aus bekannten Gebieten. Scherl, Berlin 1938.
- Im Zaubergarten der Mathematik. Scherl, Berlin 1939.
- Technik des Lebens. Scherl, Berlin 1940.
- Wunder des Kosmos. Scherl, Berlin 1942.
- Die Dampflokomotive: Geschichte, Bau, Typen. Universum, Wien 1947 (Universum-Bibliothek des Wissens; 6).
- Alltag unter der Lupe. Waldheim-Eberle, Wien 1948.
- Ausflug ins Sonnensystem. Brücken-Verlag, Linz 1949.
- Mord an der Welt: ein Kriminalroman. Buchverlag, Linz 1949 (Die Bären-Bücher / Deutsche Reihe; 5).
- Die Gedankenwaage: ein Roman. Buchverlag, Linz 1950.
- Adam der Zweite: ein Roman. Buchverlag, Linz 1950 (Die Bären-Bücher / Deutsche Reihe; 8).
- Was eigentlich nicht passieren sollte! Von allerlei Fotofehlern. Heering, Seebruck am Chiemsee 1951 (Der Fotodienst; 26).
- Stahl. Keppler, Wien 1953 (Das große Abenteuer; Nr. 8).
- Vom Zimmergarten der Zukunft: neue Tatsachen und Probleme. Bruckmann, München 1955.
- Wasserpflanzen in Gärten: Kultur und Pflege. Bruckmann, München 1958.